# Acanella
Acanella is een geslacht van neteldieren uit de klasse van de Anthozoa (bloemdieren).

## Soorten
- Acanella africana Kükenthal, 1915[3]
- Acanella arbuscula (Johnson, 1862[2])
  - = Acanella normani Verrill, 1878[4]
  - = Mopsea arbusculum Johnson, 1862[2]
- Acanella aurelia France, 2017[5]
- Acanella chiliensis Wright & Studer, 1889[6]
- Acanella dispar Bayer, 1990[7]
- Acanella eburnea (Pourtalès, 1868[8])
  - = Acanella spiculosa Verrill, 1883
- Acanella furcata Thomson, 1929[9]
- Acanella gregori (Gray, 1870)
- Acanella microspiculata Aurivillius, 1931[10]
- Acanella rigida Wright & Studer, 1889[6]
  - = Acanella japonica Kükenthal, 1915[3]
  - = Acanella sibogae Nutting, 1910[11]
- Acanella robusta Thomson & Henderson, 1906[12]
- Acanella scarletae France, 2017[13]
- Acanella verticillata Kükenthal, 1915[3]
- Acanella weberi Nutting, 1910<[11]

### Synoniemen
- Acanella giglioti Cecchini, 1914 => Isidella elongata (Esper, 1788)
- Acanella mediterranea Cecchini, 1914 => Isidella elongata (Esper, 1788)